# Calder Memorial Trophy
Il Calder Memorial Trophy è un premio istituito dalla National Hockey League e consegnato al "giocatore migliore nel suo primo anno di competizione nella National Hockey League." Il trofeo di "Rookie dell'anno" è stato assegnato per 81 volte a partire dalla sua creazione nella stagione 1936–37. Il vincitore è selezionato attraverso un voto dai membri della Professional Hockey Writers' Association alla conclusione di ciascuna stagione regolare.

## Storia
Il trofeo deve il suo nome a quello di Frank Calder, primo presidente nella storia della lega nordamericana fin dalla sua nascita nel 1917 fino alla morte avvenuta nel 1943. Nonostante già un premio per il Rookie dell'anno fosse già stato assegnato a partire dalla stagione 1932–33, Il Calder Trophy fece il suo esordio solo quattro anni dopo. Alla morte di Calder nel 1943 al nome del trofeo fu aggiunta la dicitura "Memorial".
Al termine del campionato 1989-90 il russo Sergej Makarov dei Calgary Flames diventò il giocatore più anziano a vincere il Calder Trophy, all'età di 31 anni, avendo in precedenza giocato per la formazione solo ufficialmente non professionistica della CSKA Mosca nel campionato sovietico. Dopo quella stagione furono rivisti i criteri di assegnazione del premio, fissando a 26 anni compiuti entro il 15 settembre l'età massima per poter ambire al premio.
Per poter essere eletti i giocatori non devono aver giocato più di 25 partite in una singola stagione o più di 6 gare in due diversi campionati presso qualsiasi squadra professionistica. Tale norma del regolamentò suscitò scalpore nella stagione 1979-80, quando al fenomeno Wayne Gretzky, esordiente in NHL, non fu permesso vincere il Calder Trophy nonostante 137 punti raccolti in stagione (il precedente record per un rookie era 95); questo perché la stagione precedente aveva preso parte al campionato della World Hockey Association. Gli esordienti dei Toronto Maple Leafs hanno conquistato il Calder Memorial Trophy in nove occasioni, l'ultima delle quali nel 1966.
Il voto, condotto al termine della regular season dagli esperti della Professional Hockey Writers Association, prevede che ciascun giurato esprima cinque preferenze, indicando per ognuno di essi un diverso punteggio basato sulla scala 10-7-5-3-1.

## Albo d'oro

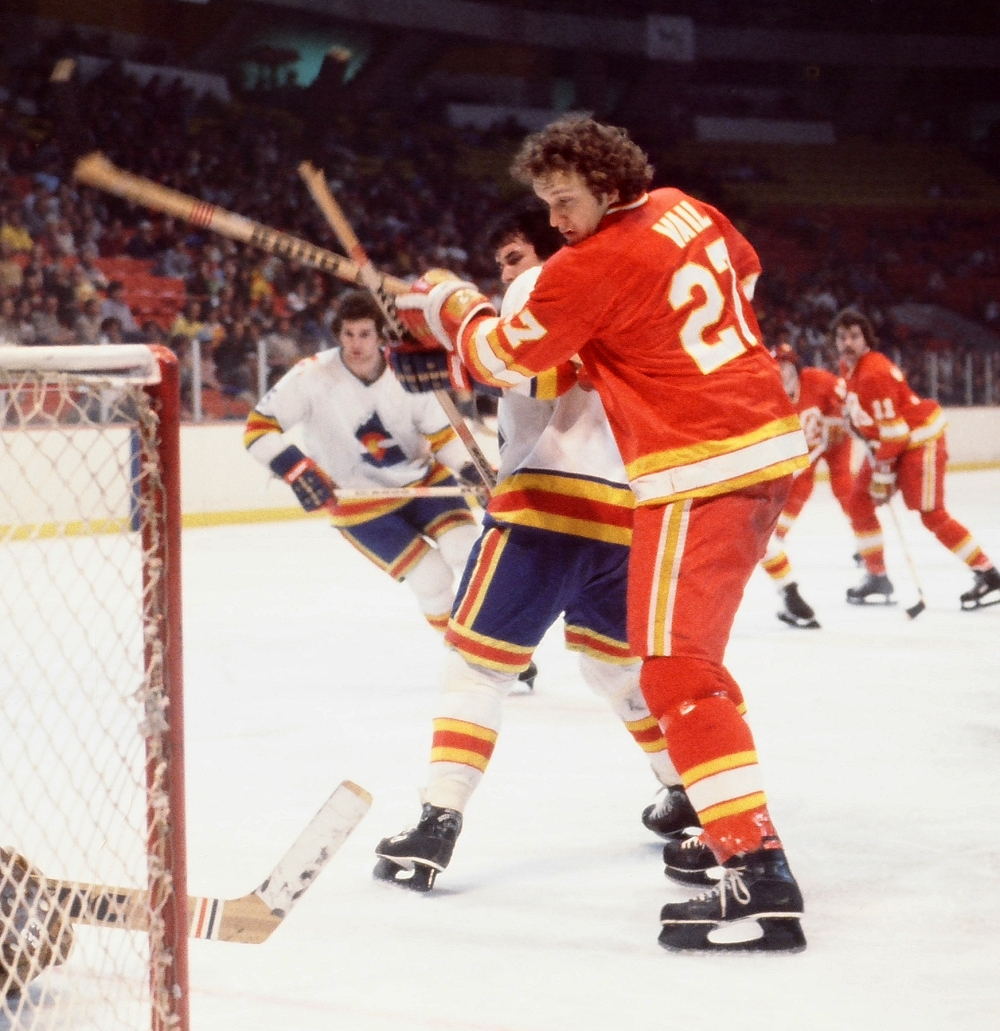
Eric Vail, vincitore nel 1975.

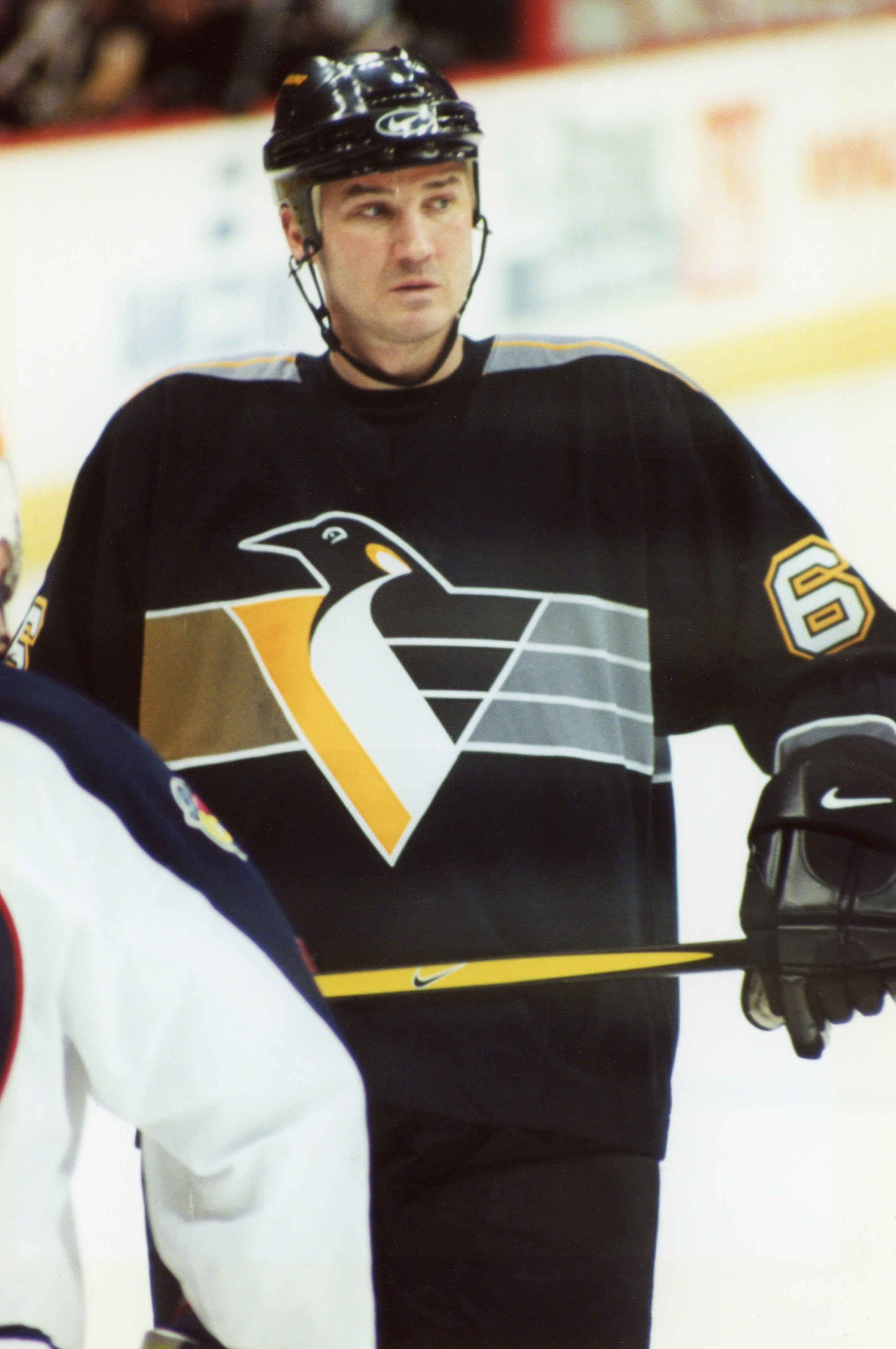
Mario Lemieux, vincitore nel 1985.

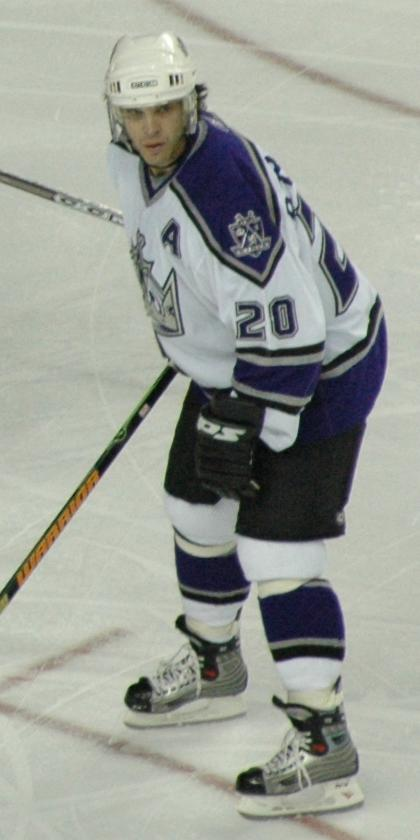
Luc Robitaille, vincitore nel 1987.

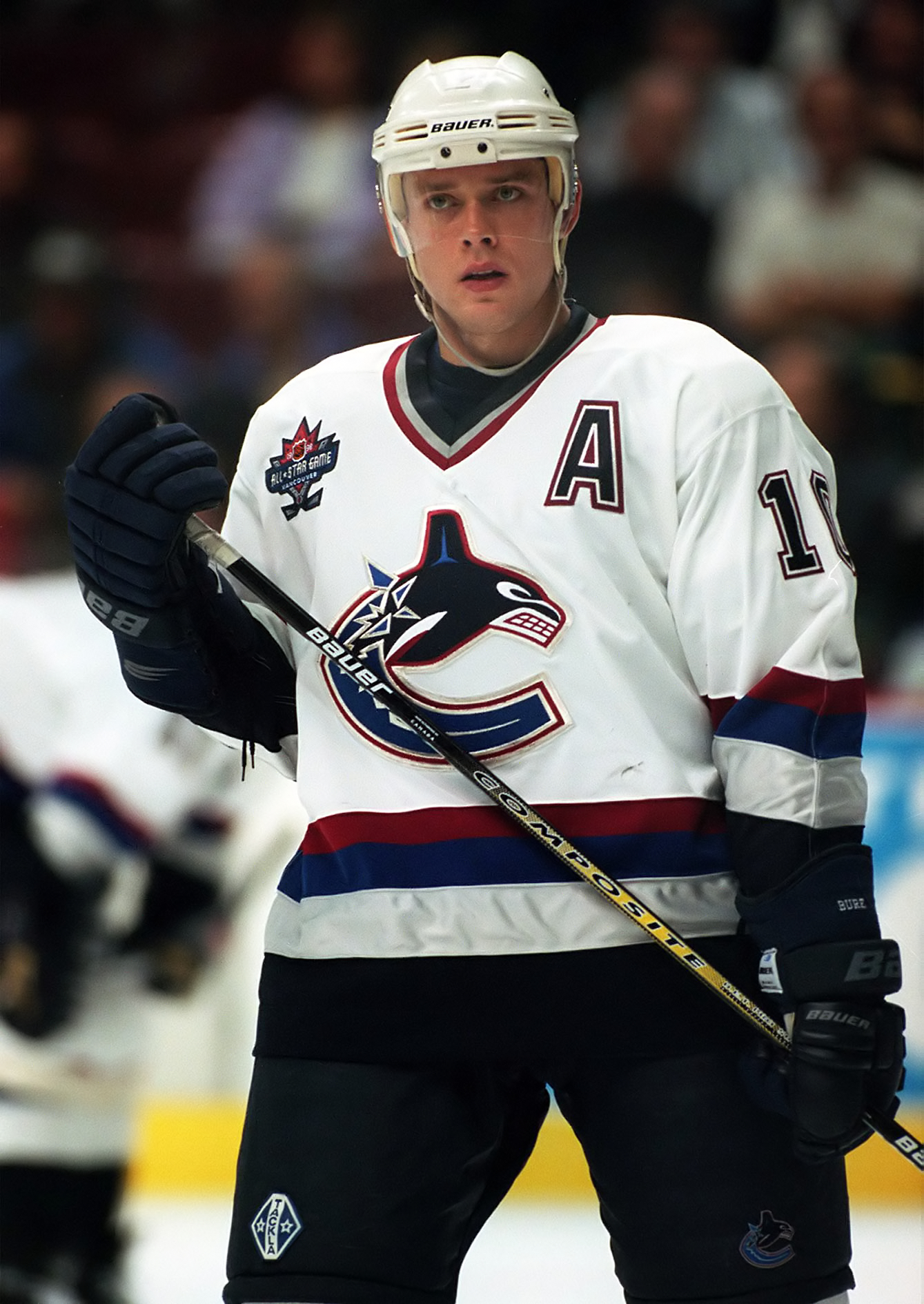
Pavel Bure, vincitore nel 1992.

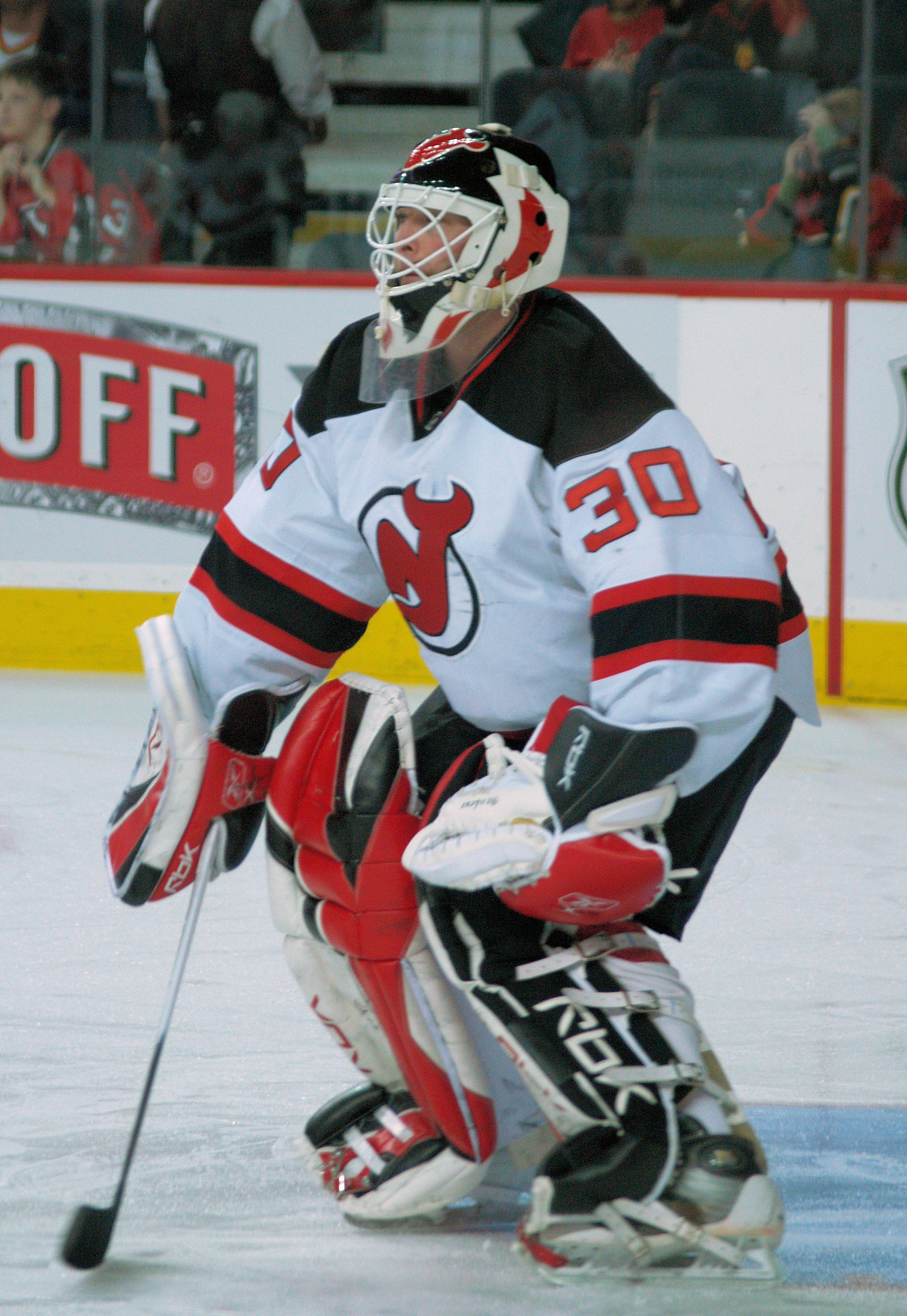
Martin Brodeur, vincitore nel 1994.

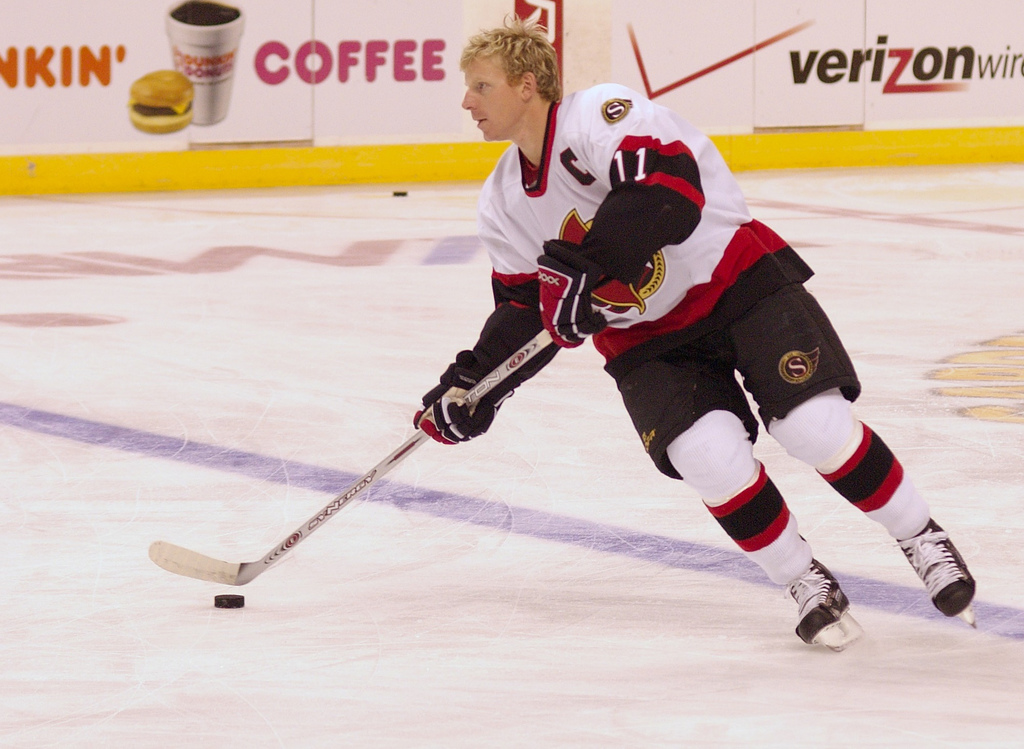
Daniel Alfredsson, vincitore nel 1996.

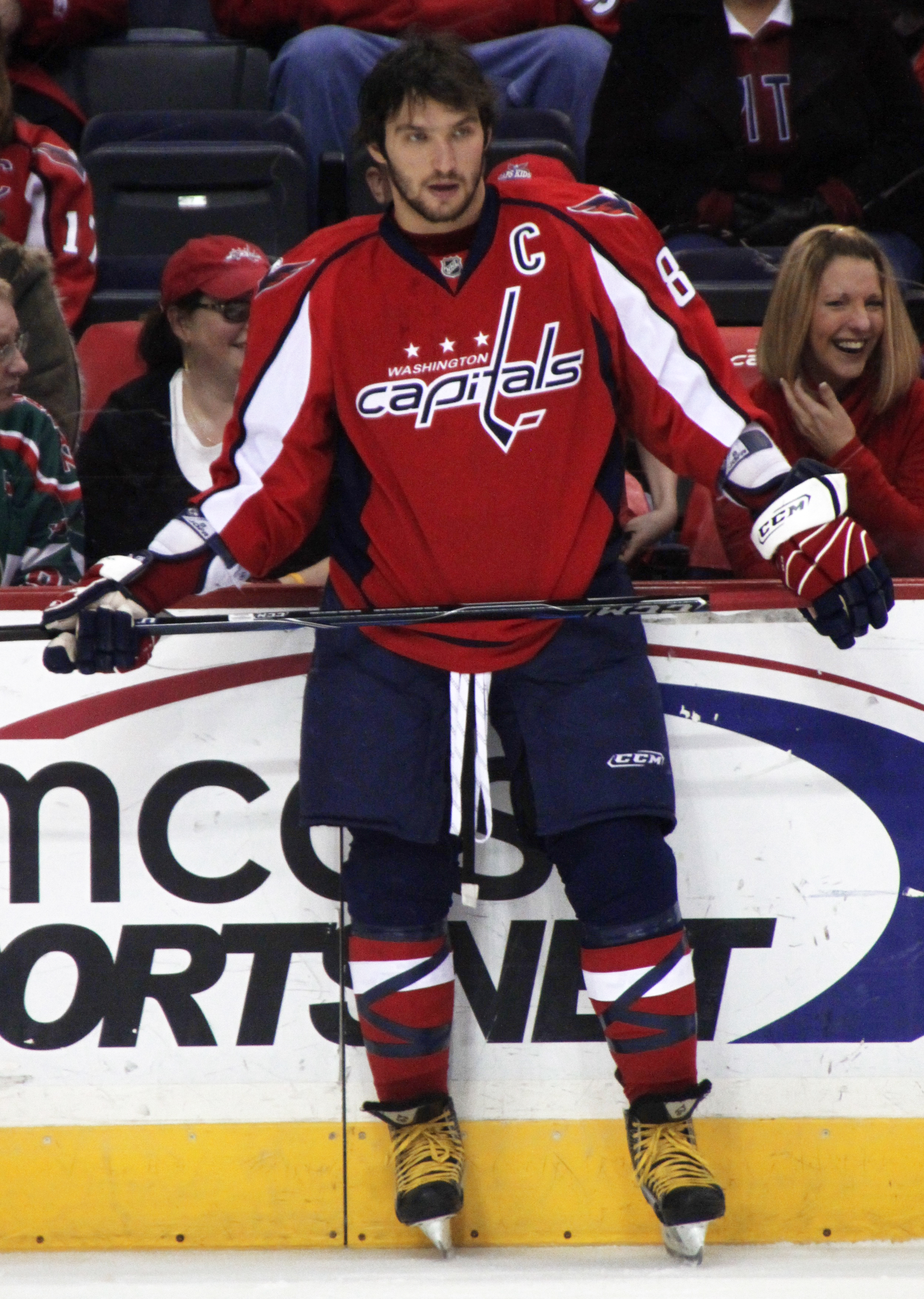
Aleksandr Ovečkin, vincitore nel 2006.

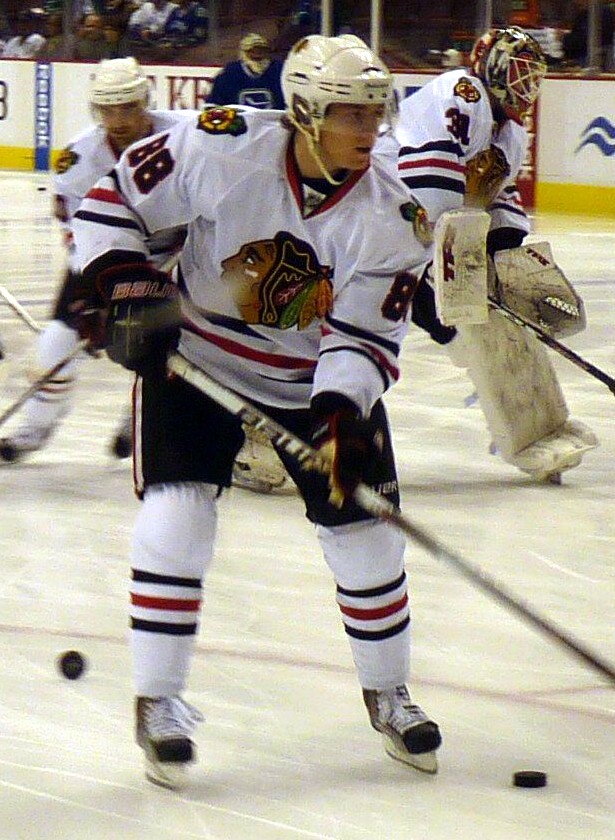
Patrick Kane, vincitore nel 2008.

| C | Centro    | AS | Ala sinistra |
| D | Difensore | AD | Ala destra   |
| P | Portiere  |    |              |

     Giocatore ancora in attività nella NHL
| Stagione  | Vincitore                            | Squadra                              | Posizione                            | Età                                  |
| --------- | ------------------------------------ | ------------------------------------ | ------------------------------------ | ------------------------------------ |
| 1932–33   | Carl Voss                            | Detroit Red Wings                    | C                                    | 25                                   |
| 1933–34   | Russ Blinco                          | Montreal Maroons                     | C                                    | 25                                   |
| 1934–35   | Sweeney Schriner                     | New York Americans                   | AS                                   | 22                                   |
| 1935–36   | Mike Karakas                         | Chicago Black Hawks                  | P                                    | 23                                   |
| 1936–37   | Syl Apps                             | Toronto Maple Leafs                  | C                                    | 21                                   |
| 1937–38   | Cully Dahlstrom                      | Chicago Black Hawks                  | C                                    | 24                                   |
| 1938–39   | Frank Brimsek                        | Boston Bruins                        | P                                    | 24                                   |
| 1939-40   | Kilby MacDonald                      | New York Rangers                     | AS                                   | 25                                   |
| 1940-41   | Johnny Quilty                        | Montreal Canadiens                   | C                                    | 19                                   |
| 1941-42   | Grant Warwick                        | New York Rangers                     | AD                                   | 19                                   |
| 1942-43   | Gaye Stewart                         | Toronto Maple Leafs                  | AD                                   | 19                                   |
| 1943-44   | Gus Bodnar                           | Toronto Maple Leafs                  | C                                    | 20                                   |
| 1944-45   | Frank McCool                         | Toronto Maple Leafs                  | P                                    | 25                                   |
| 1945-46   | Edgar Laprade                        | New York Rangers                     | C                                    | 25                                   |
| 1946-47   | Howie Meeker                         | Toronto Maple Leafs                  | AD                                   | 21                                   |
| 1947-48   | Jim McFadden                         | Detroit Red Wings                    | C                                    | 27                                   |
| 1948-49   | Pentti Lund                          | New York Rangers                     | AD                                   | 22                                   |
| 1949-50   | Jack Gelineau                        | Boston Bruins                        | P                                    | 24                                   |
| 1950-51   | Terry Sawchuk                        | Detroit Red Wings                    | P                                    | 20                                   |
| 1951-52   | Bernie Geoffrion                     | Montreal Canadiens                   | AD                                   | 20                                   |
| 1952-53   | Gump Worsley                         | New York Rangers                     | P                                    | 23                                   |
| 1953-54   | Camille Henry                        | New York Rangers                     | C                                    | 20                                   |
| 1954-55   | Ed Litzenberger                      | Chicago Black Hawks                  | AD                                   | 22                                   |
| 1955-56   | Glenn Hall                           | Detroit Red Wings                    | P                                    | 23                                   |
| 1956-57   | Larry Regan                          | Boston Bruins                        | AD                                   | 26                                   |
| 1957-58   | Frank Mahovlich                      | Toronto Maple Leafs                  | LW                                   | 19                                   |
| 1958-59   | Ralph Backstrom                      | Montreal Canadiens                   | C                                    | 20                                   |
| 1959-60   | Bill Hay                             | Chicago Black Hawks                  | C                                    | 23                                   |
| 1960-61   | Dave Keon                            | Toronto Maple Leafs                  | C                                    | 20                                   |
| 1961-62   | Bobby Rousseau                       | Montreal Canadiens                   | AD                                   | 21                                   |
| 1962-63   | Kent Douglas                         | Toronto Maple Leafs                  | D                                    | 26                                   |
| 1963-64   | Jacques Laperrière                   | Montreal Canadiens                   | D                                    | 21                                   |
| 1964-65   | Roger Crozier                        | Detroit Red Wings                    | P                                    | 22                                   |
| 1965-66   | Brit Selby                           | Toronto Maple Leafs                  | AS                                   | 20                                   |
| 1966-67   | Bobby Orr                            | Boston Bruins                        | D                                    | 18                                   |
| 1967-68   | Derek Sanderson                      | Boston Bruins                        | C                                    | 21                                   |
| 1968-69   | Danny Grant                          | Minnesota North Stars                | AD                                   | 23                                   |
| 1969-70   | Tony Esposito                        | Chicago Black Hawks                  | P                                    | 26                                   |
| 1970-71   | Gilbert Perreault                    | Buffalo Sabres                       | C                                    | 19                                   |
| 1971-72   | Ken Dryden                           | Montreal Canadiens                   | P                                    | 24                                   |
| 1972-73   | Steve Vickers                        | New York Rangers                     | AS                                   | 21                                   |
| 1973-74   | Denis Potvin                         | New York Islanders                   | D                                    | 19                                   |
| 1974-75   | Eric Vail                            | Atlanta Flames                       | AS                                   | 20                                   |
| 1975-76   | Bryan Trottier                       | New York Islanders                   | C                                    | 19                                   |
| 1976-77   | Willi Plett                          | Atlanta Flames                       | AD                                   | 21                                   |
| 1977-78   | Mike Bossy                           | New York Islanders                   | AD                                   | 20                                   |
| 1978-79   | Bobby Smith                          | Minnesota North Stars                | C                                    | 20                                   |
| 1979-80   | Ray Bourque                          | Boston Bruins                        | D                                    | 19                                   |
| 1980-81   | Peter Šťastný                        | Quebec Nordiques                     | C                                    | 24                                   |
| 1981-82   | Dale Hawerchuk                       | Winnipeg Jets                        | C                                    | 18                                   |
| 1982-83   | Steve Larmer                         | Chicago Black Hawks                  | AD                                   | 21                                   |
| 1983-84   | Tom Barrasso                         | Buffalo Sabres                       | P                                    | 18                                   |
| 1984-85   | Mario Lemieux                        | Pittsburgh Penguins                  | C                                    | 19                                   |
| 1985-86   | Gary Suter                           | Calgary Flames                       | D                                    | 21                                   |
| 1986-87   | Luc Robitaille                       | Los Angeles Kings                    | AS                                   | 20                                   |
| 1987-88   | Joe Nieuwendyk                       | Calgary Flames                       | C                                    | 21                                   |
| 1988-89   | Brian Leetch                         | New York Rangers                     | D                                    | 20                                   |
| 1989-90   | Sergej Makarov                       | Calgary Flames                       | AD                                   | 31                                   |
| 1990-91   | Ed Belfour                           | Chicago Blackhawks                   | P                                    | 25                                   |
| 1991-92   | Pavel Bure                           | Vancouver Canucks                    | AD                                   | 20                                   |
| 1992-93   | Teemu Selänne                        | Winnipeg Jets                        | AD                                   | 23                                   |
| 1993-94   | Martin Brodeur                       | New Jersey Devils                    | P                                    | 21                                   |
| 1994-95   | Peter Forsberg                       | Quebec Nordiques                     | C                                    | 21                                   |
| 1995-96   | Daniel Alfredsson                    | Ottawa Senators                      | AD                                   | 22                                   |
| 1996-97   | Bryan Berard                         | New York Islanders                   | D                                    | 19                                   |
| 1997-98   | Sergej Samsonov                      | Boston Bruins                        | AS                                   | 19                                   |
| 1998-99   | Chris Drury                          | Colorado Avalanche                   | C                                    | 22                                   |
| 1999-2000 | Scott Gomez                          | New Jersey Devils                    | C                                    | 19                                   |
| 2000–01   | Evgenij Nabokov                      | San Jose Sharks                      | P                                    | 25                                   |
| 2001–02   | Dany Heatley                         | Atlanta Thrashers                    | AD                                   | 20                                   |
| 2002–03   | Barret Jackman                       | St. Louis Blues                      | D                                    | 21                                   |
| 2003–04   | Andrew Raycroft                      | Boston Bruins                        | P                                    | 23                                   |
| 2004–05   | Premio non assegnato per il lockout. | Premio non assegnato per il lockout. | Premio non assegnato per il lockout. | Premio non assegnato per il lockout. |
| 2005–06   | Aleksandr Ovečkin                    | Washington Capitals                  | AS                                   | 20                                   |
| 2006–07   | Evgenij Malkin                       | Pittsburgh Penguins                  | C                                    | 20                                   |
| 2007–08   | Patrick Kane                         | Chicago Blackhawks                   | AD                                   | 19                                   |
| 2008–09   | Steve Mason                          | Columbus Blue Jackets                | P                                    | 21                                   |
| 2009–10   | Tyler Myers                          | Buffalo Sabres                       | D                                    | 20                                   |
| 2010–11   | Jeff Skinner                         | Carolina Hurricanes                  | C                                    | 18                                   |
| 2011–12   | Gabriel Landeskog                    | Colorado Avalanche                   | AS                                   | 19                                   |
| 2012–13   | Jonathan Huberdeau                   | Florida Panthers                     | C                                    | 19                                   |
| 2013–14   | Nathan MacKinnon                     | Colorado Avalanche                   | C                                    | 18                                   |
| 2014–15   | Aaron Ekblad                         | Florida Panthers                     | D                                    | 19                                   |
| 2015–16   | Artemij Panarin                      | Chicago Blackhawks                   | AS                                   | 24                                   |
| 2016–17   | Auston Matthews                      | Toronto Maple Leafs                  | C                                    | 20                                   |
| 2017–18   | Mathew Barzal                        | New York Islanders                   | C                                    | 21                                   |
| 2018–19   | Elias Pettersson                     | Vancouver Canucks                    | C                                    | 20                                   |
| 2019–20   | Cale Makar                           | Colorado Avalanche                   | D                                    | 21                                   |
| 2020–21   | Kirill Kaprizov                      | Minnesota Wild                       | AS                                   | 24                                   |
| 2021–22   | Moritz Seider                        | Detroit Red Wings                    | D                                    | 21                                   |
| 2022–23   | Matty Beniers                        | Seattle Kraken                       | C                                    | 20                                   |